# Shanta Nurullah
Shanta Nurullah (* 13. Juni 1950 in Chicago als Velma Patrice Neal) ist eine amerikanische Musikerin des Modern Creative (Sitar, E-Bass, Mbira, Stimme) und Geschichtenerzählerin.

## Leben und Wirken
Nurullah wuchs in Chicago auf und erhielt bei ihrer Großtante, einer klassischen Pianistin, Klavierunterricht vom fünften bis zum 15. Lebensjahr. Daneben lernte sie Stepptanz bei Tommy Sutton an der Mayfair Academy. Sie studierte zwischen 1967 und 1970 am Carleton College in Minnesota und für sechs Monate in Pune, wo sie Grundzüge der klassischen indischen Musik und das Spiel der Sitar erlernte. Nach ihrem Universitätsabschluss kehrte sie nach Chicago zurück. Sie schloss sich dem Kuumba Workshop an, einer afroamerikanischen experimentellen Theatergruppe. Während ihrer Zeit in der Theatergruppe entdeckte sie die Bassgitarre und nahm Unterricht bei Pete Cosey. Dann wurde sie Mitglied von Phil Cohrans Black Music Workshop Ensemble, wo sie auch die Sitar einsetzte.
Nurullah war seit 1971 als Dozentin in verschiedenen Einrichtungen in Chicago tätig und spielte in Musikgruppen wie Insight auf Sitar, Bass sowie westafrikanische Instrumenten wie der Mbira, einer viersaitigen Ngoni und einer Röhrenzither. 1978 war sie Mitbegründerin von Sojourner, einer frühen Frauenband der AACM. 1992 gründete sie gemeinsam mit Nicole Mitchell und der Schlagzeugerin Maja die Gruppe Samana, die weitere Frauen wie Ann E. Ward aus der AACM versammelte, ein gleichnamiges Album einspielte und etwa beim Women of the New Jazz Festival, bei der Traffic Arts Performance Series des Steppenwolf Theaters, beim 50. Geburtstag von Hillary Clinton und beim Chicago Jazz Festival auftrat. Weiterhin arbeitete sie mit dem AACM Great Black Music Ensemble, mit Dee Alexander, Junius Paul (Ism), David Boykin und Tomeka Reid. Auf ihrem eigenen Label Storywiz hat sie 2017 Sitar Black veröffentlicht, das Debüt-Album ihrer aktuellen Band Sitarsys.
Außerdem wurde Nurullah als Geschichtenerzählerin bekannt und trat auf dem National Storytelling Festival, dem National Festival of Black Storytelling und dem Chicago Humanities Festival auf. Zudem schrieb sie als Autorin regelmäßig in Publikationen wie Ebony Jr. und Black Books Bulletin über Gender, afroamerikanische Herkunft und Musik.
2022 erhielt Nurullah in New York City den mit 5.000 US-Dollar dotierten „Lifetime Achievement Award“ der Vereinigung „Mutual Mentorship for Musicians“.